# Tom Learoyd-Lahrs

a Compétitions nationales et continentales officielles uniquement.

b Matchs officiels uniquement.
Tom Learoyd-Lahrs, né le 13 septembre 1985 à Tamworth, est un joueur de rugby à XIII australien évoluant au poste de deuxième ligne ou pilier dans les années 2000 et 2010.

## Biographie
Tom Learoyd-Lahrs fait ses débuts professionnels aux Brisbane Broncos en 2004. En 2006, il rejoint les Canberra Raiders. Souvent sujet aux blessures, il n'effectue pas de saison complète avant 2009 où il se révèle performant. Cela le conduit à disputer le State of Origin en 2009 et 2010 ainsi que le City vs Country Origin en 2010. Ses deux années 2009-2010 sont ponctuées par son apparition en équipe d'Australie pour disputer le tournoi des Quatre Nations 2010, dont il est finaliste, battu en finale par la Nouvelle-Zélande.

## Palmarès
- Collectif :
  - Vainqueur du State of Origin : 2009 et 2010 (Queensland).
  - Vainqueur du City vs Country Origin : 2010 (Country).
  - Finaliste du tournoi des Quatre Nations : 2010 (Australie).